# Aleš Mihula
Aleš Mihula (1928 Lomnice - 2001 Hradec Králové) byl chirurg, ortoped a primář ortopedického oddělení Vojenské nemocnice v Hradci Králové. Nejvíce se proslavil operací kolena olympijskému vítězi ve skoku na lyžích - Jiřímu Raškovi.